# Trafikverket Färjerederiet

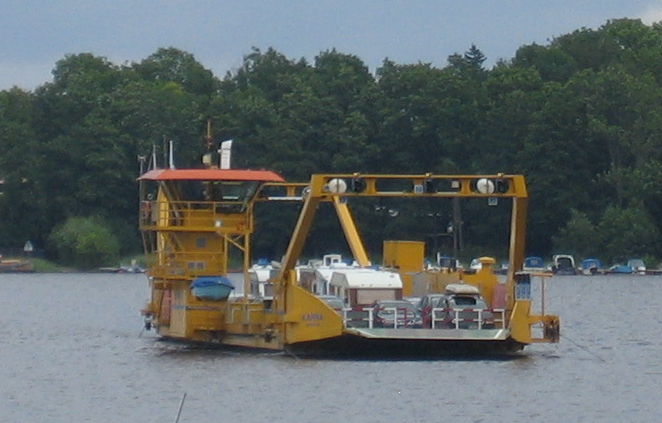
Linfärjan Karna på Ivöleden, Skånes enda vägfärja.

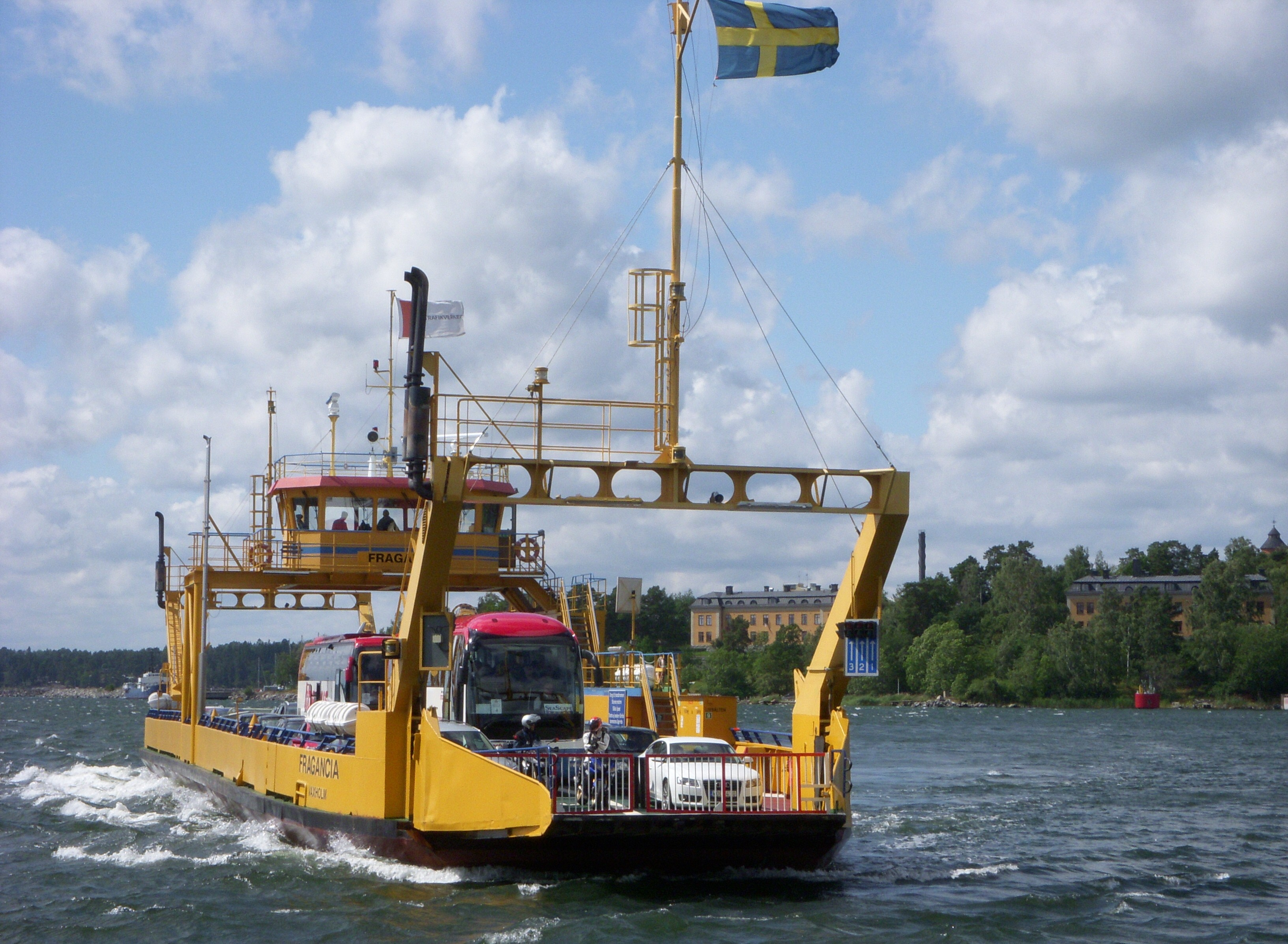
M/S Fredrika på Oxdjupsleden, Stockholms skärgård.

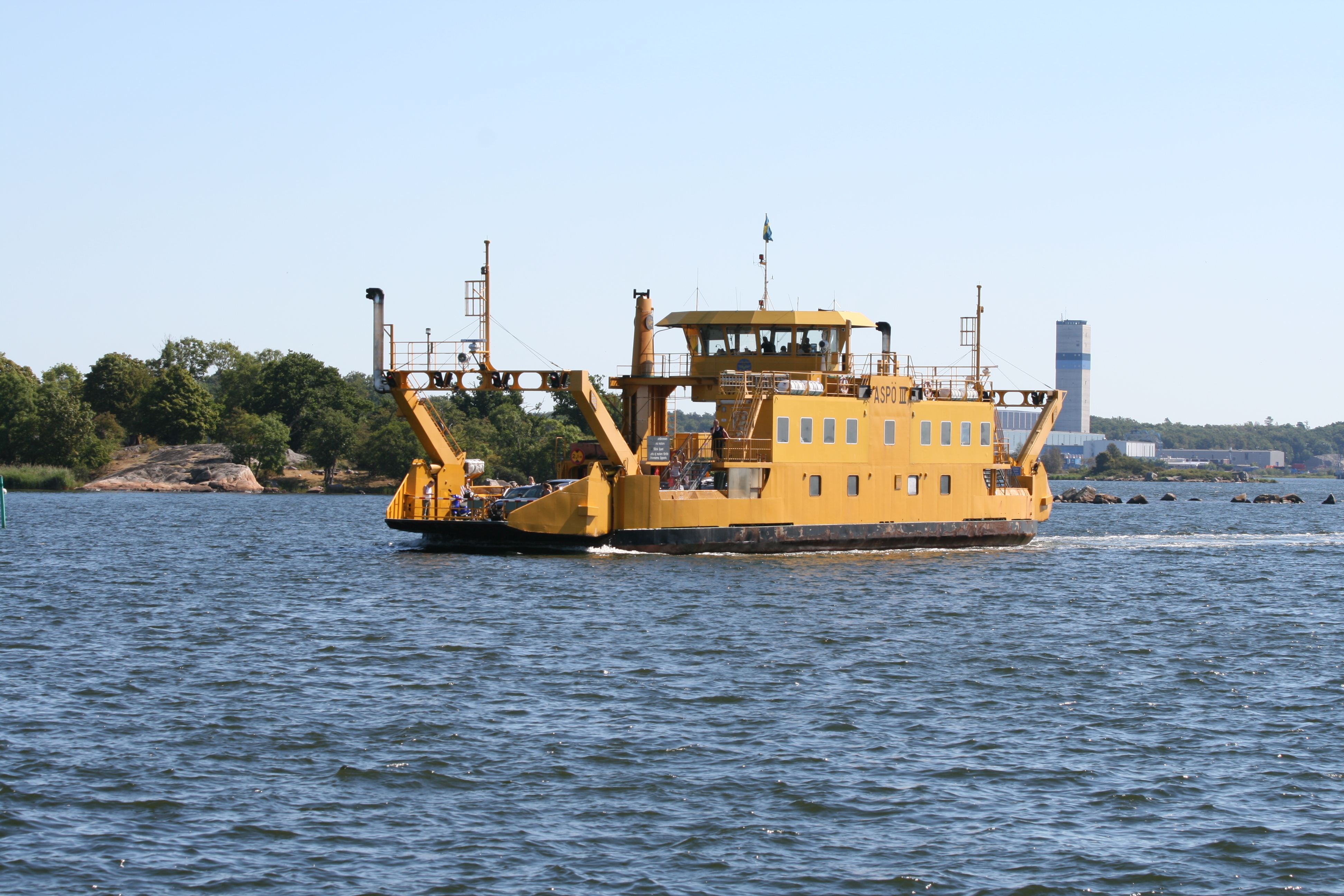
"Aspö III" på väg att lägga till i hamnen på Trossö i Karlskrona.

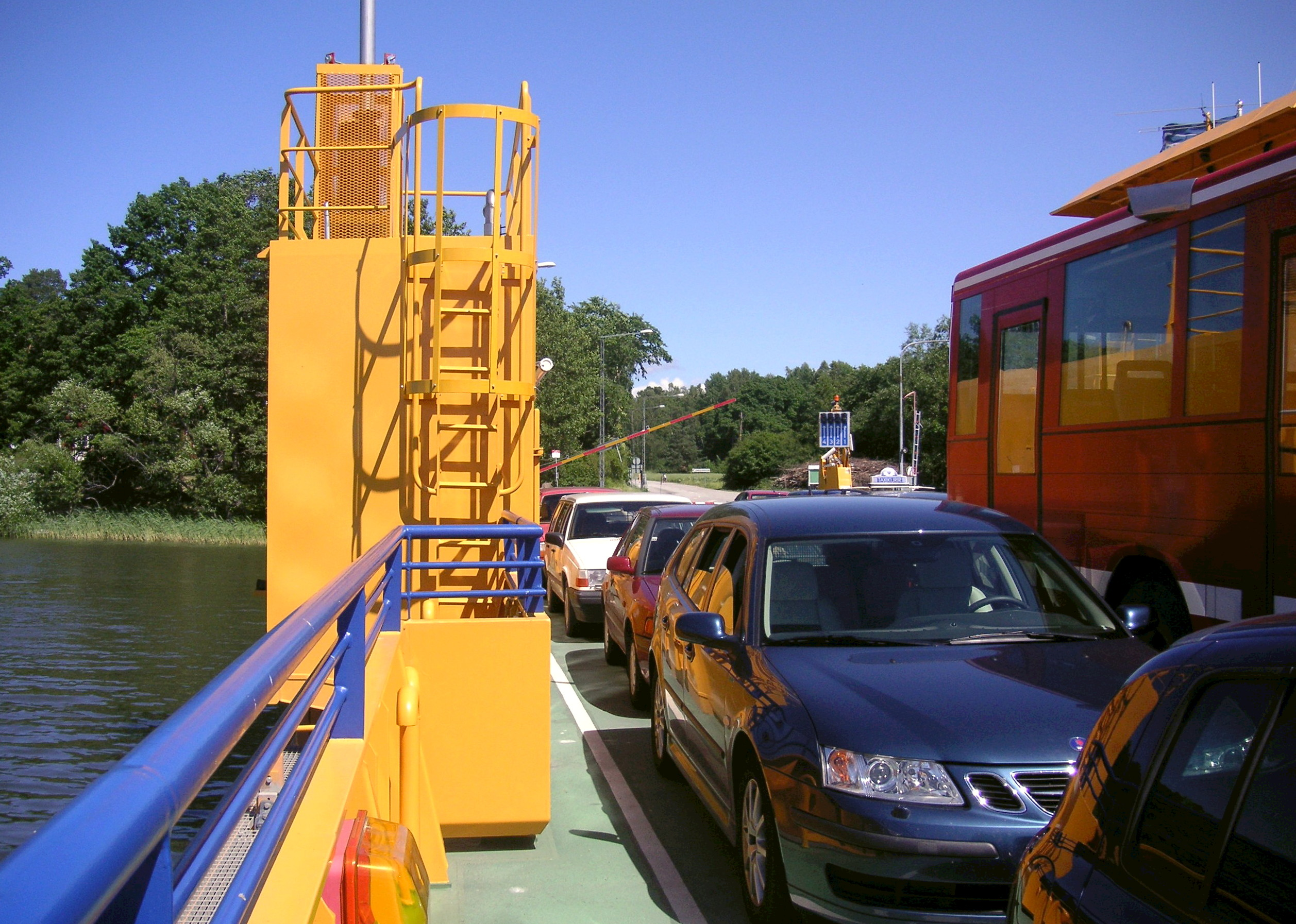
Linfärjan Tora till och från Adelsön i Mälaren.

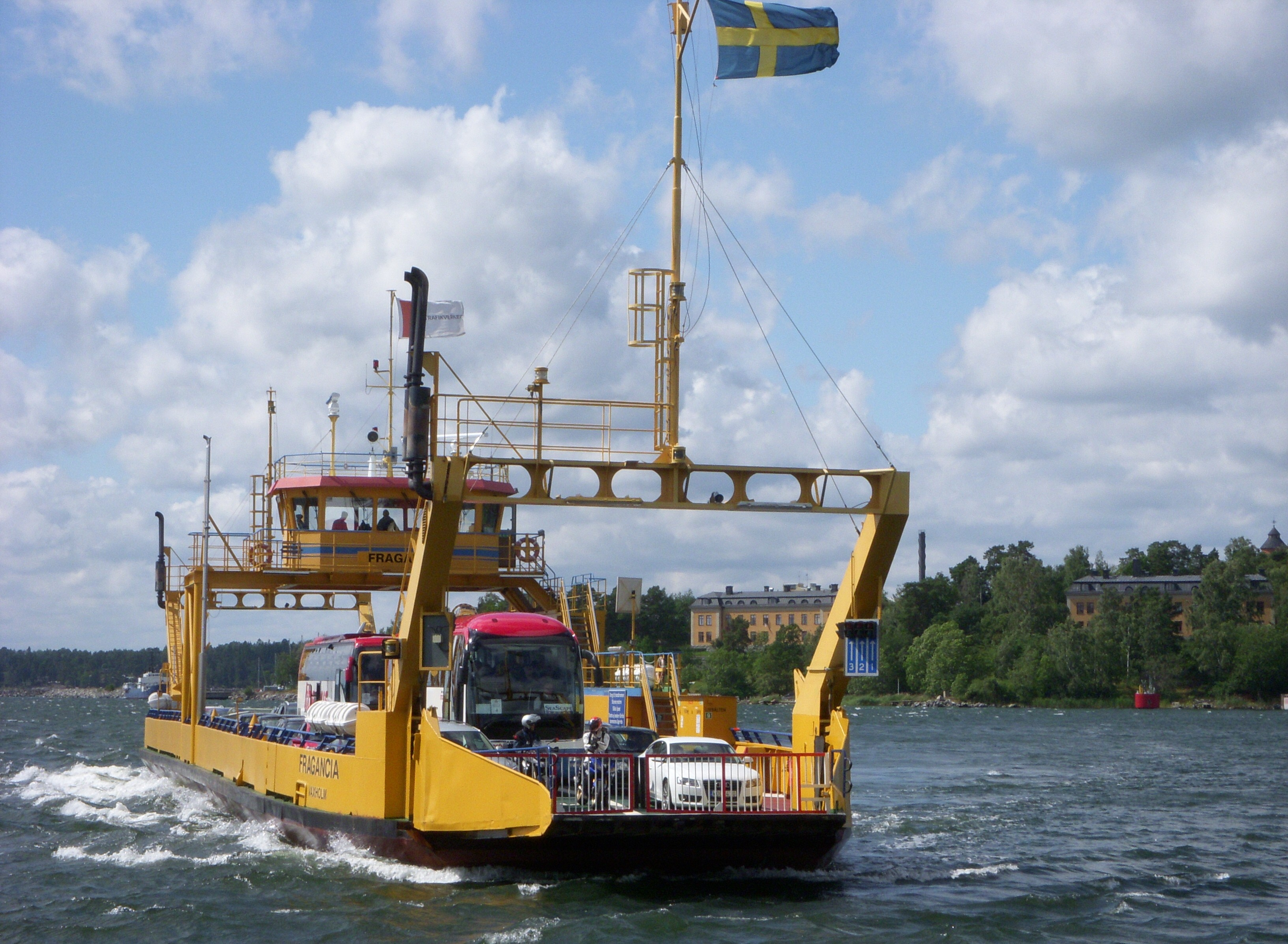
M/S Fragancia på Oxdjupet, Stockholms skärgård.

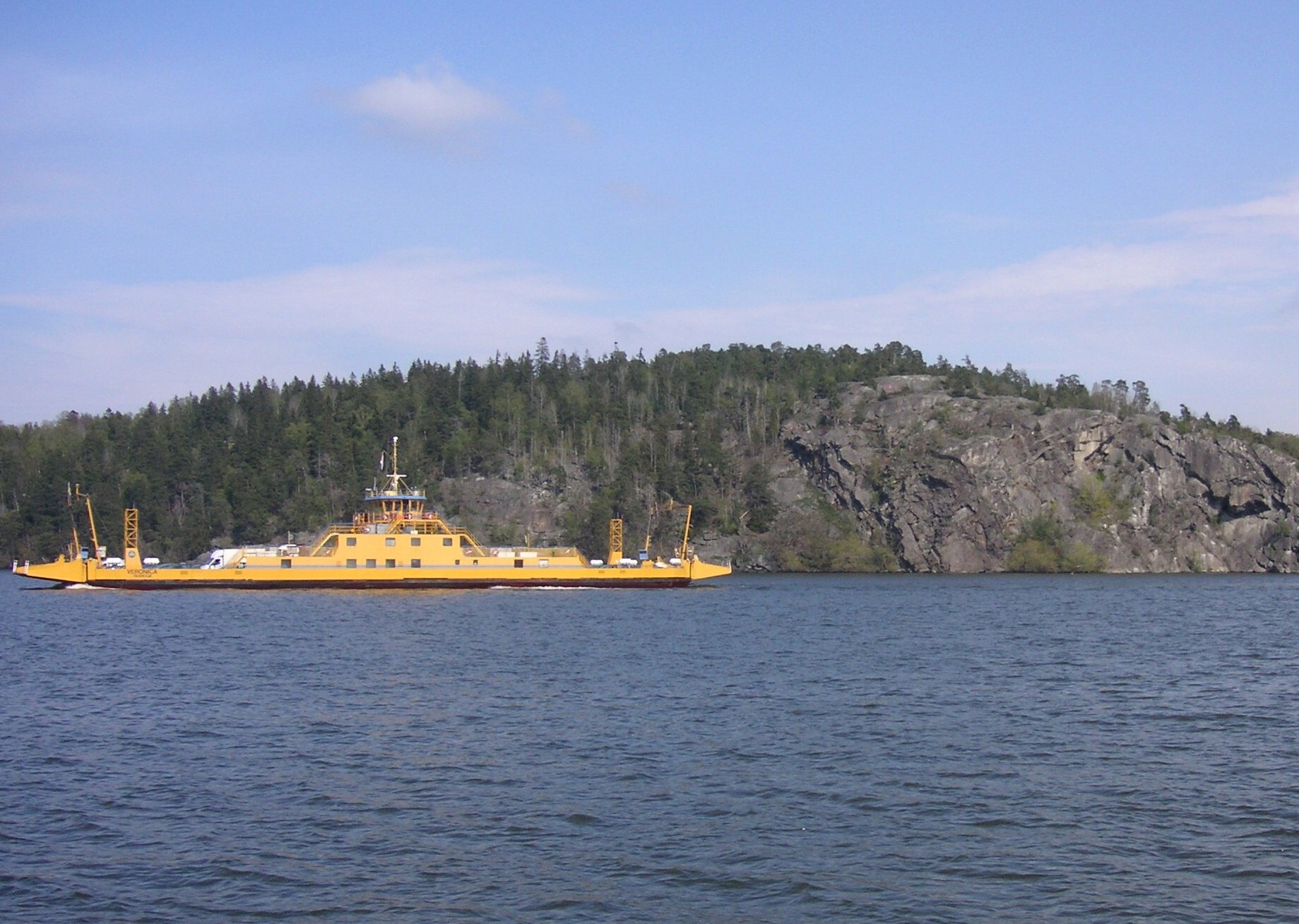
M/S Veronica på Vårbyfjärden (Ekeröleden).

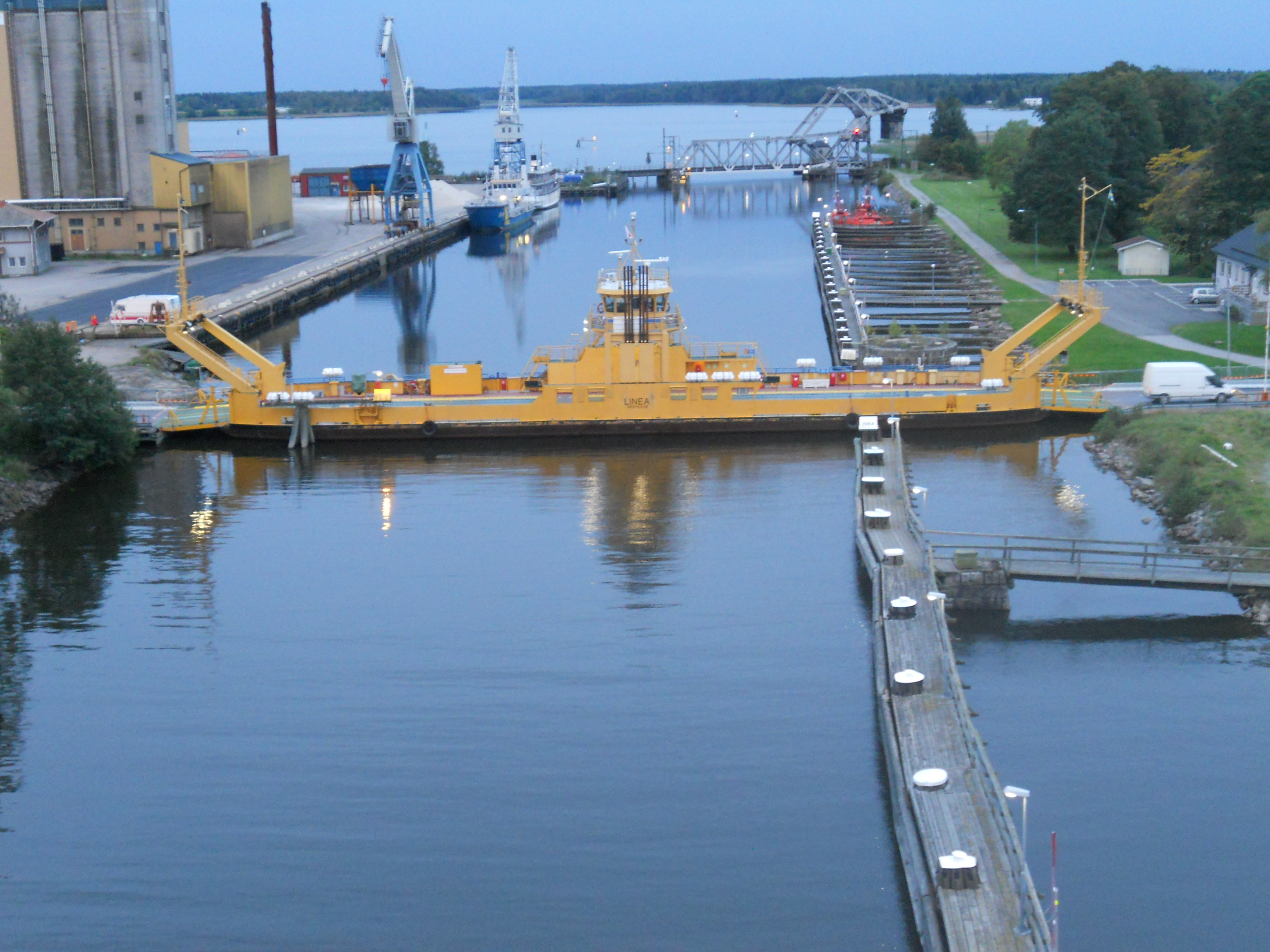
M/S Linea använd som tillfällig bro i Vänersborg.

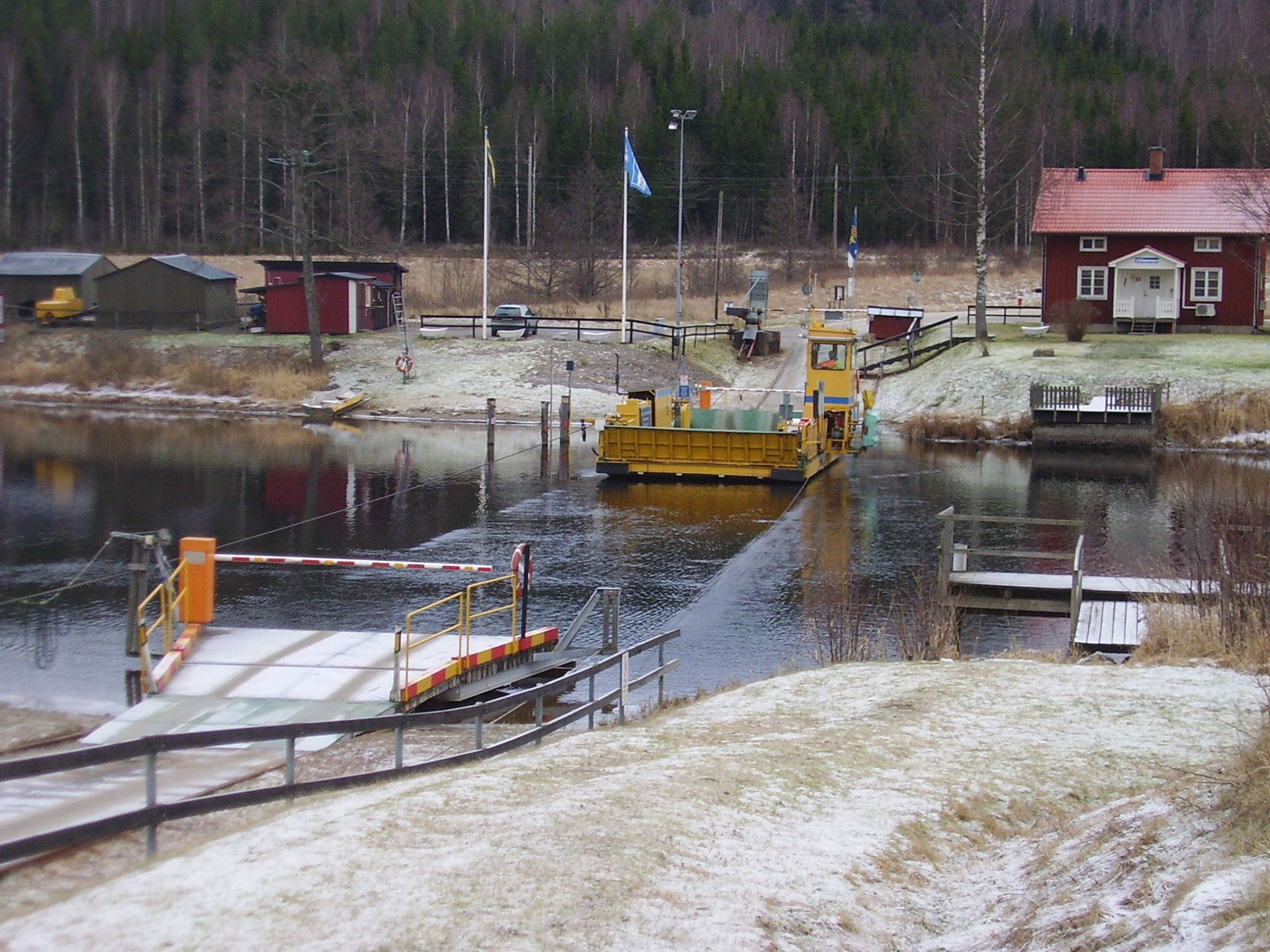
Färjerederiets minsta bilfärja Linfärjan Byälvan på Högsäterleden i Värmland.

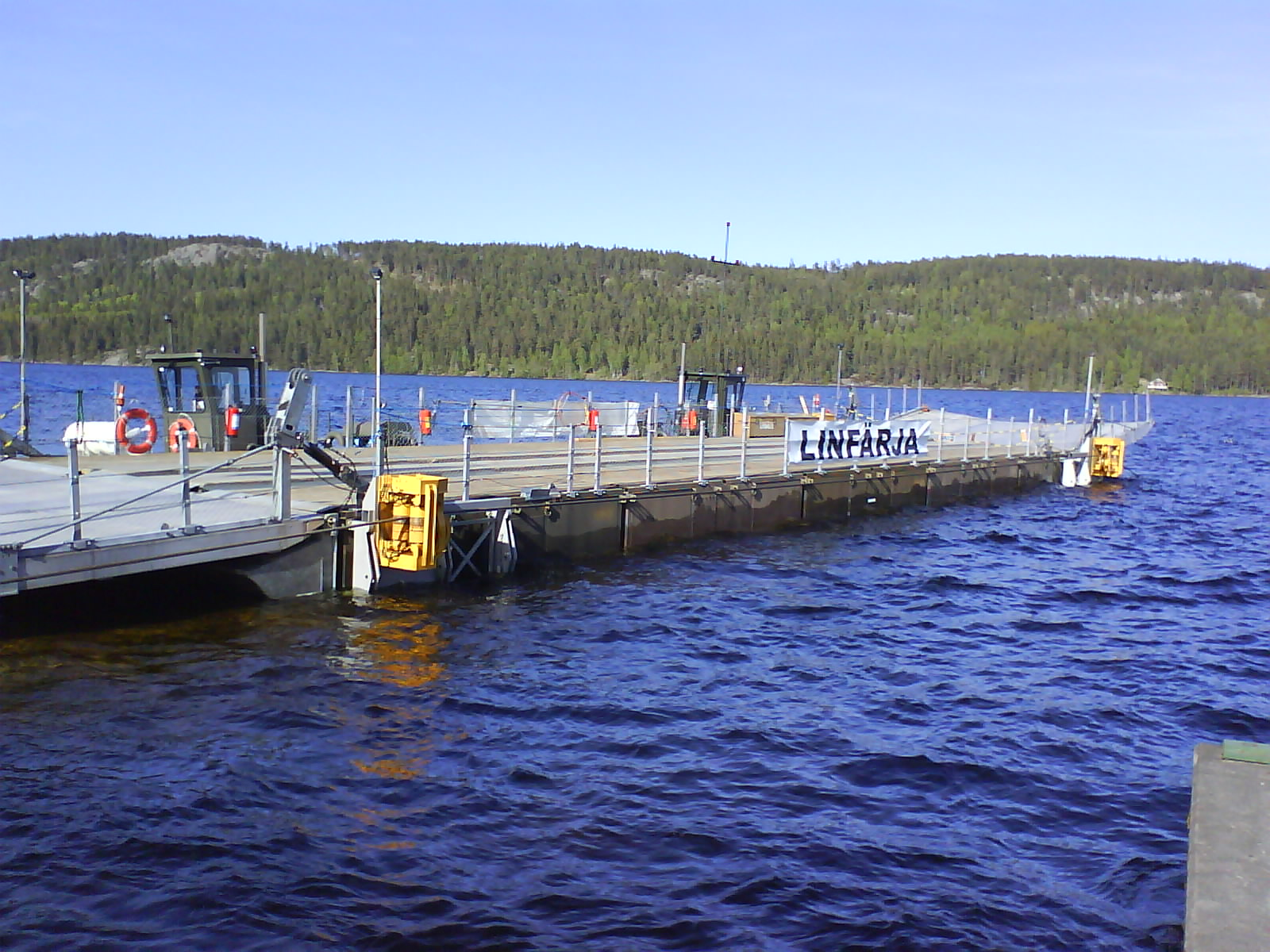
Pontonfärjan M/S VV-P100 används som ersättningsfärja när de ordinarie färjorna servas.

Trafikverket Färjerederiet är ett svenskt statligt rederi, som är organiserat som en resultatenhet inom Trafikverket med säte i Solna. Det bildades 1992 för att driva det inhemska nätet av allmänna färjeleder. Dessförinnan låg ansvaret på Vägverkets regionala enheter. Fram till 2010 hette rederiet Vägverket Färjerederiet.

## Verksamhet
År 2003 blev Färjerederiet en affärsenhet inom dåvarande Vägverket. År 2010 slogs Vägverket och Banverket ihop till Trafikverket. Färjerederiet fick då namnet Trafikverket Färjerederiet. Idag (november 2024) transporterar omkring 68 gulmålade färjor, tre passagerarbåtar samt en svävare årligen cirka 21 miljoner passagerare och 11 miljoner fordon. Färjerederiet trafikerar 40 vägfärjeleder i det allmänna vägnätet, varav 38 på uppdrag av Trafikverket. Rederiet trafikerar också Ekeröleden på uppdrag av Ekerö kommun och Visingsöleden på uppdrag av Jönköpings kommun. När vattnet fryser till på färjelederna i norra Sverige, svarar de även för drift och underhåll av upp till åtta isvägar. Det går dock inte att undvika trafikavbrott, då det är för mycket is för färjorna och för dålig för isväg.
Vissa inhemska färjelinjer av riksintresse för allmän trafik drivs av andra aktörer än Trafikverket, såsom färjelinjerna från fastlandet till Gotland och till Ven.
Före 2013 ägde Trafikverket även tre varv: Tenö varv utanför Vaxholm och Fridhems varv i Lysekil, samt det mindre Härke varv på Frösön. Alla varven tog emot egna fartyg och externa kunder för underhåll, bottenbesiktningar och ombyggnationer. År 2013 sålde Trafikverket Tenö varv.
I oktober 2022 tillkännagav Trafikverket sin satsning Vision 45 som bland annat innebär att koldioxidutsläppen till år 2045 ska minska till 0.

## Färjelinjer

### Skåne, Blekinge, Småland
- Ivöleden
- Aspöleden
- Bolmsöleden
- Visingsöleden (på uppdrag av Jönköpings kommun)

### Göteborg, Bohuslän, Dalsland och Värmland
- Kornhallsleden
- Björköleden
- Hönöleden
- Nordöleden
- Svanesundsleden
- Lyrleden
- Malöleden
- Ängöleden
- Gullmarsleden
- Bohus-Malmönleden
- Hamburgsundsleden
- Sund-Jarenleden
- Högsäterleden

### Närke, Östergötland, Södermanland, Gotland
- Vinöleden
- Stegeborgsleden
- Skenäsleden
- Skanssundsleden
- Ekeröleden (på uppdrag av Ekerö kommun)
- Fårösundsleden

### Uppland
- Adelsöleden
- Arnöleden
- Blidöleden
- Furusundsleden
- Gräsöleden
- Kastelletleden
- Ljusteröleden
- Oxdjupsleden
- Tynningöleden
- Vaxholmsleden

### Norrland
- Hemsöleden
- Ammeröleden
- Isöleden
- Håkanstaleden
- Holmöleden
- Avanleden
- Bohedenleden
- Röduppleden

## Rederiets fartyg
- M/S Ada
- M/S Annie
- M/S Arnljot
- M/S Aspö II
- M/S Aspö III
- M/S Aurora
- M/S Beda
- M/S Bodilla
- M/S Bogserbåt Fridde
- M/S Bolmia
- M/S Braheborg
- M/S Byälvan
- M/S Capella
- M/S Carolina av Arnö
- M/S Carolina Nord
- M/S Castella
- M/S Elvira
- M/S Fragancia
- M/S Fredrika
- M/S Freja
- M/S Frida
- M/S Fröja
- M/S Gerd
- M/S Gullbritt
- M/S Gulli
- M/S Gullmaj
- M/S Göta
- M/S Helena Elisabeth
- M/S Hymer
- M/S Jupiter
- M/S Kajsa-Stina
- M/S Karin
- M/S Karna
- M/S Kornelia
- M/S Lee-Flora
- M/S Lina
- M/S Linda
- M/S Linea
- M/S Maj
- M/S Malin
- M/S Maria
- M/S Marie
- M/S Merkurius
- M/S Neptunus
- M/S Nina
- M/S Nora
- M/S Nordö III
- M/S Paulina
- M/S Pluto
- M/S Saga
- M/S Saturnus
- M/S Sedna
- M/S Skidbladner
- M/S Svanhild
- M/S Svea
- M/S Tellus
- M/S Theresia
- M/S Tora
- M/S Ulrika

## Utgångna färjor år 2000-2024
- M/S Odil
- M/S Sanna
- M/S Carolina Af Arnö

## Färjerederiet i siffror 2022
- 40 färjeleder
- 68 färjor, (två nya elfärjor beställda).
- 1 underhållsvarv
- 1 utbildningscentrum
- 1 miljon anlöp
- 12 miljoner fordonstransporter inklusive godstransporter
- 22 miljoner personresor varav 1,4 miljoner gående och kollektivtrafikresande.
- 800 medarbetare inklusive visstidsanställda
- Nettoomsättning 910,4 miljoner kronor
- Resultat efter finansiella poster: 31,9 miljoner kronor

## Videor
- Med M/S Freja på Ekeröleden.
- Med linfärjan Tora på Adelsöleden.
- Med M/S Karin på Skanssundsleden.
- På Oxdjupsleden och Vaxholmsleden.